# Уютный (Оренбургская область)
Уютный — разъезд в Соль-Илецком городском округе Оренбургской области на территории бывшего Линёвского сельсовета Соль-Илецкого района.

## География
Находится на расстоянии примерно 54 километра по прямой на запад-юго-запад от окружного центра города Соль-Илецк.

## Климат
Климат континентальный с холодной часто малоснежной зимой и жарким, сухим летом. Средняя зимняя температура −15,8 °C; Средняя летняя температура +21,2 °C. Абсолютный минимум температур −44 °C. Абсолютный максимум температур +42 °C. Среднегодовое количество осадков составляет 320 мм.

## История
Разъезд в 1918 году представлял собой казарму и несколько хозяйственных построек. В годы гражданской войны был полностью разрушен. Разъезд был восстановлен в 1936 году при восстановлении железной дороги Илецк — Уральск. Первоначально разъезд назывался железнодорожной станцией и лишь в 1966 году официально назвали разъезд Уютный.

## Население
Постоянное население составляло 93 человека в 2002 году (95 % казахи), 66 в 2010 году.